# Lacuna Coil
Lacuna Coil is een Italiaanse gothicmetalband uit Milaan opgericht in 1996. Oudere incarnaties van de band heetten Sleep of Right en Ethereal.

## Biografie
In 1994 formeerden Marco Coti-Zelati (gitaar) en Andrea Ferro (zang, bas) de band Sleep of Right, samen met Raffaele Zagaria (gitaar) en Michelangelo (drums). Er vonden enkele verschuivingen plaats binnen de bezetting en de belangrijkste daarvan is het opnemen van Cristina Scabbia in de band. Hierna werd de naam van de band veranderd in Ethereal. Na het uitbrengen van een demo-tape tekenden ze een contract met Century Media Records. Omdat er al een Griekse groep met de naam Ethereal bestond, werd de nieuwe naam Lacuna Coil gekozen. De eerste bezetting bestond uit Cristina Scabbia, Andrea Ferro, Marco Coti-Zelati, Claudio Leo, Raffaele Zagaria en Leonardo Forti.
In 1997 begon de groep met het opnemen van haar eerste ep. In afwachting van het verschijnen ervan ging de band in december op tournee met labelgenoot Moonspell. De eerste live-ervaring was voor enkele bandleden een grote schok, reden waarom Claudio Leo, Raffaele Zagaria en Leonardo Forti na slechts drie optredens besloten Lacuna Coil te verlaten. Door het bijspringen van Iwers (Tiamat) en Markus (Kreator) kon de band de tournee toch nog afmaken.
Direct na hun tournee,  in januari 1998, kwamen Cristiano Migliore (Thy Nature) en Cristiano 'Criz' Mozzati (Time Machine) bij de band. De band toerde met Siegmen en The Gathering. Tijdens deze tournee vonden er enkele duetten plaats tussen Cristina Scabbia en gothicmetal-oermoeder Anneke van Giersbergen. Later dat jaar speelde Lacuna Coil op Wacken Open-Air en bracht het zijn eerste album uit, In a Reverie.
Marco 'Maus' Biazzi kwam in 1999 bij de band. Na veel toeren kwamen ze in 2000 wederom met een ep, Halflife. Het geluid werd duidelijk heavier en dit culmineerde in het tweede album Unleashed Memories (2001).
De definitieve doorbraak kwam met het derde album, Comalies uit 2002. Er volgde een lange tournee en twee singles met professionele videoclips. Lacuna Coil werd de bestverkochte Century Media-band ooit met 250.000 verkopen wereldwijd en de single Swamped verscheen op de soundtrack van de film Resident Evil: Apocalypse. In 2005 werden de eerste twee albums en de twee ep's opnieuw uitgebracht om aan de vraag te voldoen. In 2006 verscheen een album met de titel Karmacode, gevolgd door Shallow Life in april 2009. In 2012 verscheen het album Dark Adrenaline, in 2014 het album Broken Crown Halo, in 2016 Delirium en in 2016 Black Anima.
Op 15 juli 2022 werd aangekondigd dat de band een album zou uitbrengen met de titel Comalies XX, met "gedeconstrueerde en getransporteerde" versies van originele nummers van hun release uit 2002, Comalies. De release was gepland voor 14 oktober 2022. Andrea Ferro verklaarde dat dit als een speciaal project zou worden beschouwd in plaats van hun 10e studioalbum. Op 19 juli 2022 bracht de band de eerste single voor de LP uit, "Tight Rope XX", samen met een videoclip.
Het aankomende 10e studioalbum, Sleepless Empire verschijnt op 14 februari 2025 via Century Media Records.

## Discografie

### Albums
| Album met eventuele hitnotering(en) in de Nederlandse Album Top 100 | Datum van verschijnen | Datum van binnenkomst | Hoogste positie | Aantal weken | Opmerkingen     |
| ------------------------------------------------------------------- | --------------------- | --------------------- | --------------- | ------------ | --------------- |
| Lacuna Coil                                                         | 07-04-1998            | -                     |                 |              | ep              |
| In a reverie                                                        | 08-06-1999            | -                     |                 |              |                 |
| Halflife                                                            | 18-11-2000            | -                     |                 |              | ep              |
| Unleashed memories                                                  | 20-03-2001            | -                     |                 |              |                 |
| Comalies                                                            | 26-10-2002            | -                     |                 |              |                 |
| The EPs                                                             | 08-2005               | -                     |                 |              | Verzamelalbum   |
| Karmacode                                                           | 31-03-2006            | 15-04-2006            | 86              | 1            |                 |
| Visual karma (Body, mind and soul)                                  | 25-11-2008            | -                     |                 |              | Livealbum / dvd |
| Manifesto of Lacuna Coil                                            | 27-02-2009            | -                     |                 |              | Verzamelalbum   |
| Shallow life                                                        | 17-04-2009            | 25-04-2009            | 76              | 2            |                 |
| Shallow life: acoustic at Criminal Records                          | 19-04-2010            | -                     |                 |              | ep              |
| Dark adrenaline                                                     | 20-01-2012            | 28-01-2012            | 79              | 1            |                 |
| Broken crown halo                                                   | 31-03-2014            | 05-04-2014            | 75              | 1            |                 |
| Delirium                                                            | 27-05-2016            | 04-06-2016            | 94              | 1            |                 |
| The 119 Show - Live in London                                       | 09-11-2018            | -                     |                 |              | Livealbum       |
| Black anima                                                         | 11-10-2019            | -                     |                 |              |                 |
| Live from the Apocalypse                                            | 25-06-2021            | -                     |                 |              | Livealbum       |
| Comalies XX                                                         | 14-10-2022            | -                     |                 |              |                 |
| Sleepless empire                                                    | 14-02-2025            | -                     |                 |              |                 |

| Album met hitnotering(en) in de Vlaamse Ultratop 200 albums | Datum van verschijnen | Datum van binnenkomst | Hoogste positie | Aantal weken | Opmerkingen |
| ----------------------------------------------------------- | --------------------- | --------------------- | --------------- | ------------ | ----------- |
| Karmacode                                                   | 2006                  | 22-04-2006            | 83              | 2            |             |
| Shallow life                                                | 2009                  | 02-05-2009            | 74              | 3            |             |
| Dark adrenaline                                             | 2012                  | 04-02-2012            | 70              | 1            |             |

### Singles
| Single met eventuele hitnotering(en) in de Nederlandse Top 40 | Datum van verschijnen | Datum van binnenkomst | Hoogste positie | Aantal weken | Opmerkingen |
| ------------------------------------------------------------- | --------------------- | --------------------- | --------------- | ------------ | ----------- |
| Heaven's a lie                                                | 2002                  | -                     |                 |              |             |
| Swamped                                                       | 2004                  | -                     |                 |              |             |
| Our truth                                                     | 2006                  | -                     |                 |              |             |
| Enjoy the silence                                             | 2006                  | -                     |                 |              |             |
| Closer                                                        | 20-10-2006            | -                     |                 |              |             |
| Within me                                                     | 11-05-2007            | -                     |                 |              |             |
| Spellbound                                                    | 20-03-2009            | -                     |                 |              |             |
| I like it                                                     | 29-06-2009            | -                     |                 |              |             |
| I won't tell you                                              | 06-10-2009            | -                     |                 |              |             |
| Wide awake                                                    | 2009                  | -                     |                 |              |             |
| Trip the darkness                                             | 17-10-2011            | -                     |                 |              |             |
| Fire                                                          | 2012                  | -                     |                 |              |             |
| End of time                                                   | 12-12-2012            | -                     |                 |              |             |